# فضل الدين غايبنازاروف
فضل الدين غايبنازاروف (مواليد 16 يونيو 1991) هو ملاكم أوزباكستاني، مثّل بلاده في الألعاب الأولمبية الصيفية 2012 وحقق الميدالية الذهبية في فئة وزن الويلتر الخفيف.

## روابط خارجية
فضل الدين غايبنازاروف على موقع بوكس ريك (الإنجليزية) (registration required)
- فضل الدين غايبنازاروف على موقع اللجنة الأولمبية الدولية (الإنجليزية)
- فضل الدين غايبنازاروف على موقع أوليمبيديا (الإنجليزية)